# Hannelore Bode
Hannelore Bode (geboren am 2. August 1941 in Berlin) ist eine deutsche Opernsängerin (Sopran), die im „Jahrhundertring“ der Bayreuther Festspiele mitwirkte und mehrfach an der Wiener Staatsoper gastierte.

## Leben

### Karriere
Hannelore Bode stammt aus einer musikalischen Familie, ihr Vater Hans Bode war Mitglied im Bayreuther Festspielorchester. Sie studierte ab ihrem 16. Lebensjahr zwei Jahre in Berlin bei Ria Schmitz-Gohr, danach am Salzburger Mozarteum, wo sie neben dem Gesang auch Opernschule lernte sowie Klavierunterricht und Sprecherziehung erhielt, später auch bei Frederick Husler in Hamburg und Lugano. Ihr erstes Engagement bekam sie 1964 am Theater Bonn. Sie debütierte dort als Antonia in Hoffmanns Erzählungen und blieb als „jugendlich-lyrischer Sopran“ für zwei Spielzeiten im Ensemble. Es folgten weitere Bühnenstationen am Theater Basel (1967–1968) und an der Deutschen Oper am Rhein (1968–1969). Zwischen 1969 und 1972 hatte sie Gastverträge am Staatstheater Hannover und am Theater Bremen.
In ihren Anfangsjahren sang Hannelore Bode ein breites Spektrum an Rollen, insbesondere Mozart-Rollen wie Donna Anna und Donna Elvira in Don Giovanni oder Pamina in Die Zauberflöte, weiters Maddalena in Andrea Chénier, Desdemona in Otello, die Marschallin in Der Rosenkavalier sowie Leonore in Fidelio. Mit Beginn der Spielzeit 1970/71 trat sie gemeinsam mit ihrem Mann ein Doppelengagement am Nationaltheater Mannheim an, wo sie als jugendlich-dramatischer Sopran große Erfolge hatte. Sie übernahm in der Folge überwiegend Wagner-Rollen, darunter Elsa, Eva, Sieglinde und Gutrune, und gastierte in Stuttgart, Hamburg sowie an der Deutschen Oper Berlin.
1968 debütierte sie bei den Bayreuther Festspielen und sang eines von Klingsors Zaubermädchen in Parsifal, im Jahr darauf den Waldvogel. Ab 1971 war sie dort als Elsa in Lohengrin besetzt, ab 1973 als Eva in Die Meistersinger von Nürnberg. Im „Jahrhundertring“ von Patrice Chéreau und Pierre Boulez verkörperte sie in den ersten drei Jahren die Sieglinde in Die Walküre und zusätzlich 1976 die Dritte Norn und 1977–78 die Gutrune in Götterdämmerung.
An der Wiener Staatsoper debütierte sie im Dezember 1972 als Elsa, in einer Rolle, die sie auch in der 1975er-Neuinszenierung von Joachim Herz mit Zubin Mehta am Pult übernahm. Ihre Premierenpartner waren William Cochran in der Titelpartie, Christa Ludwig und Siegmund Nimsgern als Ortrud und Friedrich von Telramund sowie Peter Meven als Heinrich der Vogler. Hannelore Bode sang in Wien in insgesamt 27 Vorstellungen. Neben der Agathe in Der Freischütz trat sie dort ausschließlich in Wagner-Opern (als Eva, Tannhäuser-Elisabeth, als Freia, Sieglinde und Gutrune, in zwei Vorstellungen auch als Blumenmädchen in Parsifal) auf. Ihren letzten Auftritt in Wien hatte sie im April 1981 als Elsa in Lohengrin.
1975 sang sie die Elsa in Washington. In der Spielzeit 1975/76 gastierte sie an der Berliner Staatsoper als Eva in Die Meistersinger von Nürnberg. 1977/78 sang sie die Agathe am Royal Opera House Covent Garden in London, 1980 die Tannhäuser-Elisabeth in Köln mit Jean Cox als Tenorpartner. Als Eva gastierte sie im Oktober/November 1980 am Teatro Colón in Buenos Aires und im Juli 1981 an der San Francisco Opera.
In der Spielzeit 1984/85 sang sie am Nationaltheater Mannheim, „schauspielerisch eindringlich“, die Rolle der Ludmila in einer Neuinszenierung der Oper Die verkaufte Braut. Ab Mitte der 1990er Jahre wechselte sie in das Opern-Charakterfach und übernahm Partien wie Herodias in Salome oder die Mutter in Hänsel und Gretel. 1996 war sie in Mannheim die alternde Diva in Amandas Traum von Harald Weiss, eine Frau, die ihre „Erinnerung an bessere Zeiten einerseits und [die] Hoffnung auf bessere Zeiten“ pflegte und hegte. in der Spielzeit 1996/97 war sie am Nationaltheater Mannheim in einer Rosenkavalier-Neuinszenierung als Jungfer Marianne Leitmetzterin besetzt. In der Spielzeit 1997/98 war sie am Nationaltheater Mannheim die Witwe Leokadja Begbick in Aufstieg und Fall der Stadt Mahagonny. In der Spielzeit 2002/03 übernahm sie in einer Neuinszenierung der Oper Boris Godunow die Rolle der Amme, die sie „mit ruhiger Größe gestaltete“.
Bode interpretierte auch Rollen aus Operette und Musical. 2000 trat sie am Nationaltheater Mannheim als Fürstin Anhilte in der Operette Die Csárdásfürstin auf, 2002 als Tante Wilhelmine („Wimpel“) in der Künneke-Operette Der Vetter aus Dingsda . Zu ihren Charakterrollen gehörte auch die Pensionswirtin „Frl. Schneider“ im Musical Cabaret.
Sie sang unter der Leitung von Dirigenten wie Eugen Jochum, Horst Stein, Silvio Varviso und Hans Wallat.

### Privates
Hannelore Bode war mit dem Bassisten Heinz Feldhoff (1938–2010) verheiratet, auch er Bayreuth-Sänger, und hat mit ihm zwei Söhne. Sie ist Mitglied im „Weinheimer Kammerchor“ und lebt in Hirschberg an der Bergstraße.

## Tondokumente
Es gibt zwei Aufnahmen von Richard Wagners Die Meistersinger von Nürnberg, in denen Hannelore Bode als Eva besetzt ist:
- 1975: Silvio Varviso; mit Jean Cox, Karl Ridderbusch und Anna Reynolds, Bayreuther Festspiele (Phonogram)
- 1976: Georg Solti; mit René Kollo, Norman Bailey und Julia Hamari, Wiener Staatsopernchor, Wiener Philharmoniker (Decca)

Weiters besteht eine Philips-Aufnahme von Beethovens 9. Sinfonie aus dem Jahr 1976 mit Horst Laubenthal, Benjamin Luxon, Helen Watts als Solisten, dem London Philharmonic Choir und dem London Philharmonic Orchestra, dirigiert von Bernard Haitink.
Außerdem existieren mehrere Live-Mitschnitte, z. T. unveröffentlichte Rundfunkaufnahmen sowie Privataufnahmen.

## Auszeichnung
- 1977: Kammersängerin[2]